# 쿤센트미클로시구

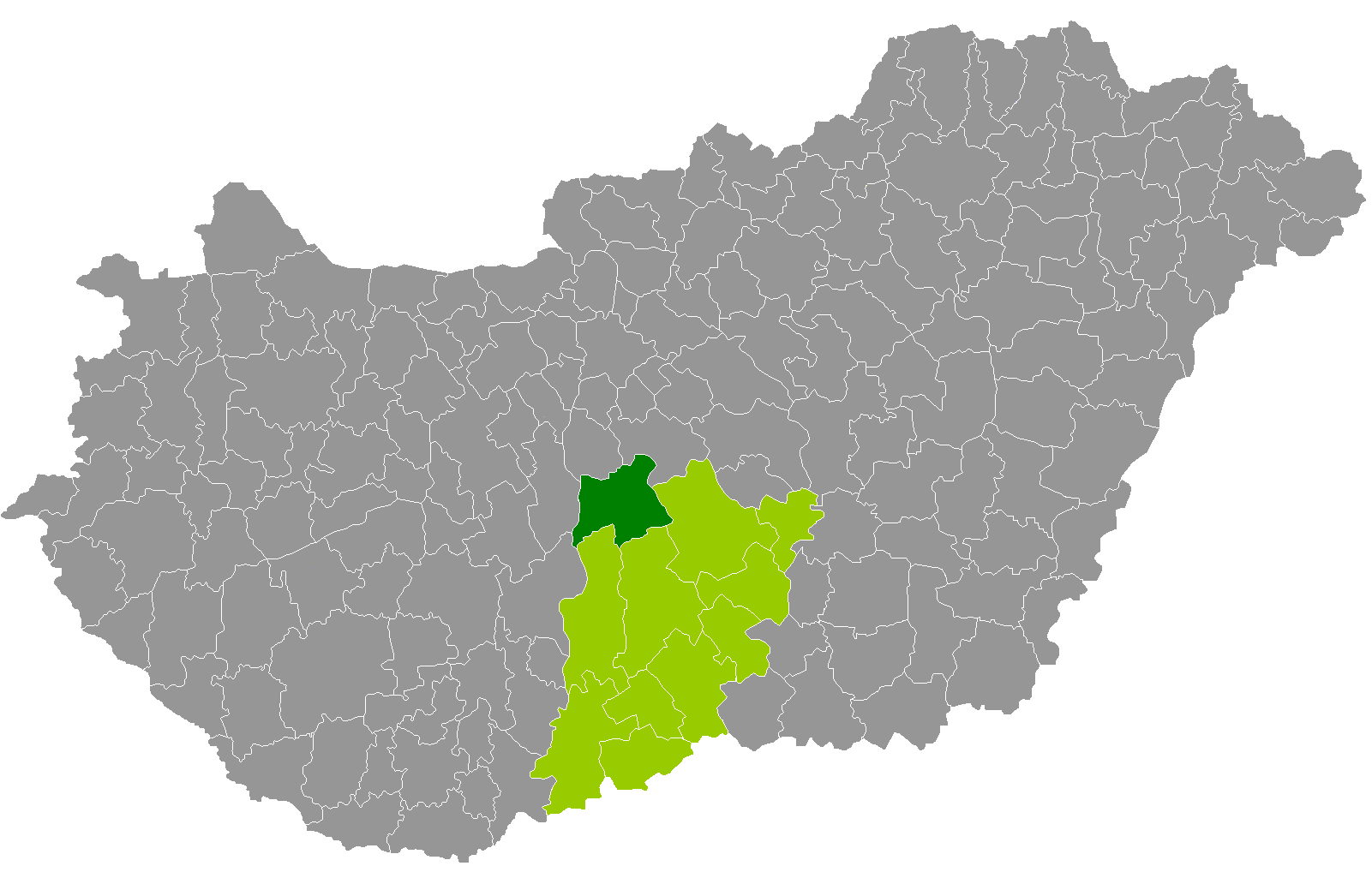
바치키슈쿤주 지도에 표시된 쿤센트미클로시구의 위치

쿤센트미클로시구(헝가리어: Kunszentmiklósi járás)는 헝가리 바치키슈쿤주에 위치한 구로 구청 소재지는 쿤센트미클로시이며 면적은 769.81km2, 인구는 29,998명(2011년 기준), 인구 밀도는 39명/km2이다.
북쪽으로는 페슈트주 라츠케베구, 북동쪽으로는 페슈트주 더버시구, 동쪽으로는 케치케메트구, 남쪽으로는 키슈쾨뢰시구, 컬로처구, 서쪽으로는 톨너주 퍽시구, 페예르주 두너우이바로시구와 접한다. 9개 지방 자치체(3개 시, 6개 마을)를 관할한다.

구 문장